# Nettavisen
ネッタビースン（ノルウェー語: Nettavisen）は、1996年に登場したノルウェーのオンライン新聞。Nettavisenとは、ノルウェー語でオンライン新聞を意味する。アレクサランキングでは2018年10月現在、ノルウェーで26位のアクセス数を得ている。